# Rachel Furness
Rachel Furness (Sunderland, 19 giugno 1988) è una calciatrice nordirlandese, centrocampista offensiva del Bristol City e della nazionale nordirlandese.

## Carriera

### Club
Furness comincia a giocare a calcio già dal periodo scolastico, e mentre frequenta la Usworth Comprehensive School viene convocata in una selezione della contea di Durham. Nella stagione 2002-2003 già giocava con il Chester-le-Street Ladies, assieme a molti altri giovani tra i quali l'ex attaccante della nazionale inglese Aran Embleton.
Nel 2004 Furness continua il percorso scolastico spostandosi al Gateshead College, dove studia sports development and fitness, affiancandolo all'attività agonistica nella squadra di calcio femminile del college e nel Sunderland, e avendo in quel periodo Jill Scott come compagna in entrambe le squadre.
Nel 2006 Furness si trasferisce all'Università della Northumbria per studiare sports development with coaching, sostituendo il Sunderland con il Newcastle United. Tuttavia, aveva subito un grave infortunio al ginocchio, che ha richiesto due operazioni e l'asportazione della maggior parte della cartilagine. Benché i medici le avessero consigliato di smettere di giocare a calcio, Furness decise di continuare l'attività agpomnistica riprendendo a giocare per il Newcastle United.
Nel dicembre 2009 Furness si rese protagonista nell'incontro del terzo turno di FA Women's Cup 2009-2010 con il OOH Lincoln, siglando una rete e fornendo un assist a Mel Reay nella partita che vide le avversaria prima pareggiare per 2-2 e poi vincere ai rigori, con Furness che fallisce il suo tiro dagli undici metri.
Nell'estate 2010 Furness si trasferisce in Islanda, con il Grindavík, per la sua prima stagione all'estero, per giocare in Úrvalsdeild kvenna, massimo livello della struttura calcistica femminile islandese, debuttando il 1º giugno nella vittoria casalinga per 2-0 sul  	FH Hafnarfjarðar. Qui rimane fino al termine del campionato siglando 3 reti su 12 presenze, alle quali si aggiungono 2 presenze, con una doppietta, in Coppa, aiutando la squadra a raggiungere il 7º posto e la salvezza.
Al termine della stagione ritorna al Sunderland, facendo il suo secondo debutto per il club nella vittoria per 4-0 in Premier League Cup contro il Newcastle nell'ottobre 2010. Dopo aver aiutato il Sunderland a vincere la Premier League, Furness si è trasferita, in prestito, al Lincoln City, disputando la Women's Super League 1. Ha fatto un rapido debutto nella sconfitta casalinga per 1-0 del Lincoln contro il Chelsea a maggio, l'ultima partita prima della pausa di metà stagione del WSL., ritornando al Sunderland in luglio, prima che la WSL riprendesse il torneo.
Nel gennaio 2017, Furness ha lasciato Sunderland per il Reading poco dopo che le Lady Black Cats erano tornate allo status di part-time.

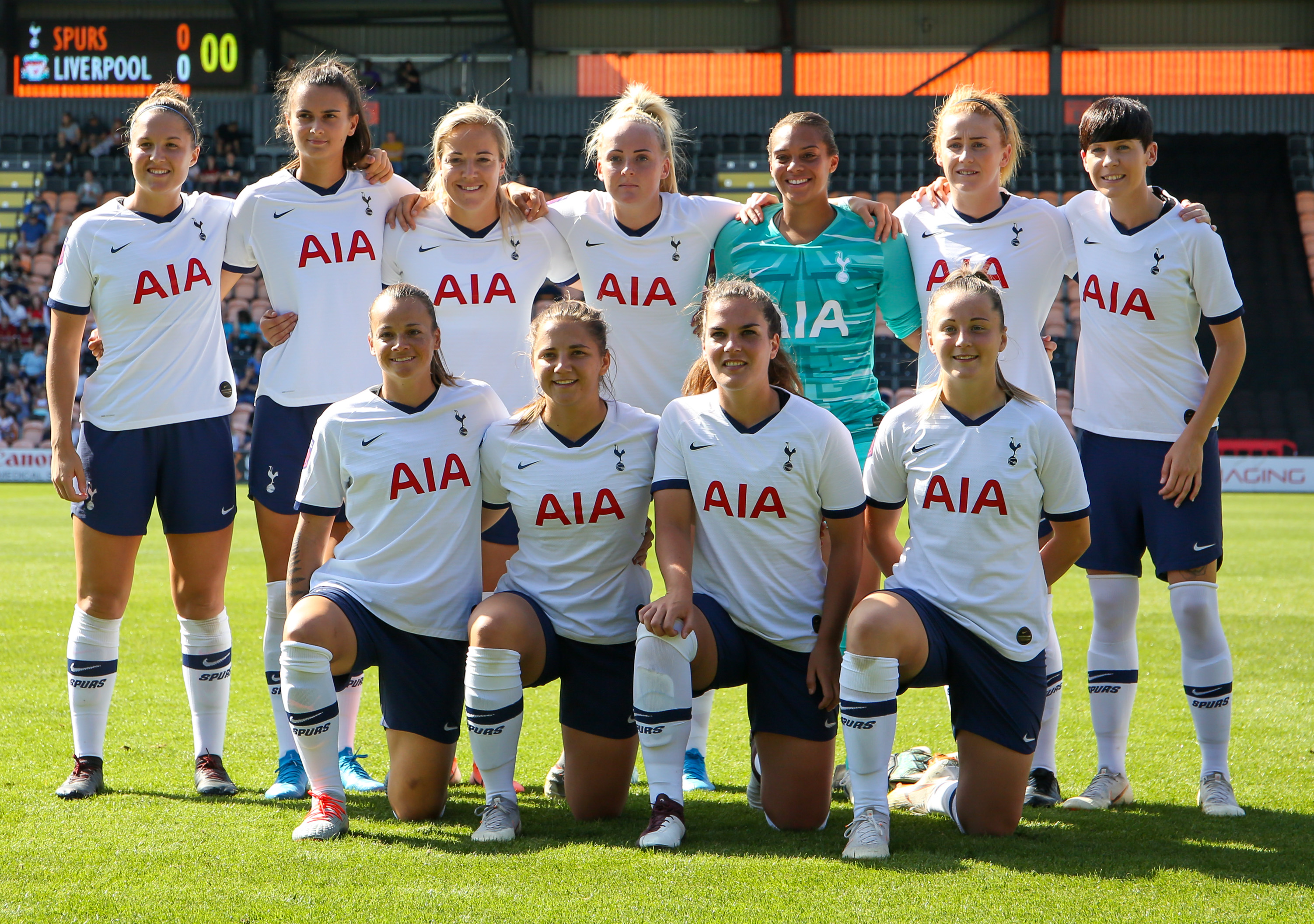
Furness, la seconda in piedi da destra, con la maglia del.

Furness si è unita al Tottenham in prestito per una stagione dal Reading il 6 settembre 2019., disputando la prima parte della FA Women's Super League 2019-2020 con la maglia delle Spurs, maturando 9 presenze e siglando una rete, tuttavia già il 28 dicembre 2019, dopo essere stata richiamata dal Reading, si trasferisce al Liverpool. Chiamata a risolvere i gravi problemi del reparto offensivo delle Reds, sigla 4 reti, tra le quali la doppietta al West Ham, in 4 incontri ma, anche a causa della sospensione del campionato, conseguenza della pandemia di COVID-19 nel Regno Unito, la squadra rimane al 12º e ultimo posto in classifica retrocedendo, dopo 10 campionati di WSL, in FA Women's Championship.

## Nazionale
Nella prima parte della carriera Bill Godward, suo allenatore al Chester-le-Street, informò la Federcalcio inglese del potenziale di Furness, tuttavia non riuscì a superare la diffidenza dei selezionatori a causa della sua militanza in un club privo di un settore giovanile (centre of excellence o academy). Furness ha quindi accettato una convocazione dalla federazione nordirlandese e li ha rappresentati in un torneo Under-17 nella primavera del 2004. Sebbene sia nata e cresciuta nella contea metropolitana del Tyne and Wear, nella regione del Nord Est, Furness poteva giocare per l'Irlanda del Nord poiché sua madre era nata a Belfast.
Dopo aver indossato le maglie delle nazionali giovanili Under-17 e Under-19 della sua patria adottiva,, Furness viene convocata con la nazionale maggiore. Nel novembre 2005 ha segnato contro la Slovacchia, nella prima partita competitiva casalinga dell'Irlanda del Nord da 20 anni. Dopo un'assenza di due anni dalla squadra nazionale a causa di un infortunio, Furness è tornata in tempo per disputare le qualificazioni al Mondiale di Germania 2011.
Durante questa fase ha contribuito con quattro reti, inclusa una tripletta contro la Croazia, condividendo con le compagne il raggiungimento del 3º posto nel gruppo 1 della fase a gironi dietro a Francia e Finlandia. Nel novembre 2011, nel corso delle qualificazioni all'Europeo di Svezia 2013, Furness è tra le marcatrici dell'incontro inaspettatamente vinto per 3-1 sulle ex campionesse del mondo e olimpiche della Norvegia, una delle sole due sconfitte patite dalla squadra scandinava nel gruppo 3, ininfluente tuttavia per il suo accesso alla fase finale, mancato invece dalle nordirlandesi terminate quarte.
Viene regolarmente convocata nel corso delle successive qualificazioni ai Mondiali di Canada 2015 e Francia 2019, oltre che a quelle degli Europei di Paesi Bassi 2017 e Inghilterra 2022, ottenendo per la prima volta in quest'ultimo, sotto la guida del commissario tecnico Kenny Shiels, l'accesso a una fase finale di un torneo continentale dopo aver terminato al secondo posto il gruppo C nella fase a gironi, migliore realizzatrice della sua nazionale con 4 reti, e aver poi superato l'Ucraina nel doppio confronto ai play-off, siglando anche la rete che sblocca il risultato nell'incontro di andata.
Furness ha anche rappresentato l'Irlanda alle universiadi di Belgrado 2009. Due anni dopo è stata convocata con la squadra della Gran Bretagna per la successiva edizione di Shenzhen 2011.